# Meister der Manchester-Madonna

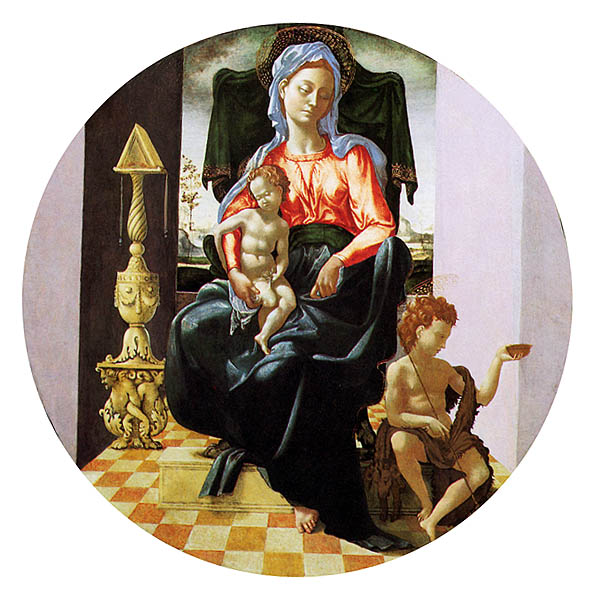
Meister der Manchester-Madonna: Maria mit dem Kinde und dem Johannesknaben; um 1490; Wien, Gemäldegalerie der Akademie der bildenden Künste

Der Name Meister der Manchester-Madonna, auch Meister von Manchester, ist der Notname für einen unbekannten Maler aus dem unmittelbaren Umkreis von Michelangelo Buonarroti. Unter dieser Bezeichnung fasste die Kunstwissenschaft eine Gruppe von Gemälden zusammen, die sie um die sogenannte Madonna Manchester in London, National Gallery gruppiert haben. Dabei handelte es sich nach ihrer Meinung um einen „nicht sehr begabten Maler“ (Federico Zeri), der aber in enger Verbindung zu Michelangelo selbst stand und der dessen Skizzen und Zeichnungen für eigene Werke verwenden durfte und in dessen Bilder Michelangelo manchmal unterstützend eingriff.
Die namensgebende Manchester-Madonna wird hingegen heute Michelangelo selbst zugeschrieben.

## Ausgewählte zugeschriebene Werke
- Baden bei Zürich, Privatsammlung

Maria mit dem Kinde.
Das Bild wird heute überwiegend einem unbekannten Mitarbeiter zugewiesen.
- Basel, Privatsammlung

Der heilige Johannes der Evangelist. um 1490–1492
Wahrscheinlich Fragment einer Beweinung Christi. Wird von sehr vielen Forschern als ein Frühwerk von Michelangelo betrachte, das noch in der Werkstatt des Domenico Ghirlandaio oder kurz danach entstanden ist.
- London, National Gallery

Maria mit dem Kinde, dem Johannesknaben und vier Engeln (Madonna Manchester). um 1497
Wird von der modernen Forschung jetzt überwiegend als ein Frühwerk von Michelangelo betrachte, das kurz nach der Ausbildung durch Domenico Ghirlandaio entstanden ist.
Die Grablegung Christi. um 1500/01
Bereits Zeri gesteht dem Bild eine erhebliche Mithilfe durch Michelangelo zu. In der modernen Forschung hat sich die Zuschreibung an Michelangelo selbst weitgehend durchgesetzt.
- New York, Samuel H. Kress Foundation

Maria mit dem Kinde und dem Johannesknaben. um 1500
Wird heute überwiegend als ein Werk des Francesco Granacci betrachtet
- Rom, Palazzo Barberini

Pietà.
Das Bild wird heute überwiegend einem unbekannten Mitarbeiter zugewiesen.
- Wien, Gemäldegalerie der Akademie der bildenden Künste

Maria mit dem Kinde und dem Johannesknaben. um 1495
Das Bild galt traditionell als Frühwerk des Michelangelo. Es wird heute überwiegend einem unbekannten Mitarbeiter zugewiesen.
- Verbleib unbekannt

Die Heilige Familie mit dem Johannesknaben.
Wurde am 24. Mai 1991 bei Christie’s in London versteigert